# حزب الديمقراطية والتقدم الاجتماعي
حزب الديمقراطية والتقدم الاجتماعي (بالفرنسية: Parti pour la Démocratie et le Progrès Social) هو حزب سياسي في بنين. في الانتخابات البرلمانية التي أجريت في 31 مارس 2007، فاز الحزب بمقعد واحد من أصل 83 مقعدًا. 